# Rafiki Saïd
Rafiki Saïd Ahamada (* 15. března 2000) je komorský profesionální fotbalista, který hraje na pozici křídla za francouzský klub Troyes AC a komorský národní tým.

## Klubová kariéra
Saïd se připojil k mládežnické akademii v Brestu ve věku 11 let a 25. května 2020 podepsal svou první profesionální smlouvu. Svou seniorskou kariéru zahájil v rezervním týmu, než se připojil ke Stade Briochin na hostování na druhou polovinu sezóny 2020/21 v Championnat National. V létě 2021 se vrátil do Brestu, kde byl povýšen do seniorského týmu. Svůj profesionální debut si odbyl v dresu Brestu 12. září 2021 při remíze 1:1 v Ligue 1 s Angers.
Dne 31. srpna 2022 podepsal Saïd smlouvu s Nîmes na jednu sezónu s opcí na prodloužení o další dvě sezóny. Dne 22. července 2023 přestoupil do Troyes, kde podepsal 4letou smlouvu.

## Reprezentační kariéra
Saïd debutoval v komorském národním týmu při výhře 4:2 v kvalifikaci na Mistrovství světa ve fotbale 2026 nad Středoafrickou republikou 17. listopadu 2023 a při svém debutu vstřelil třetí gól svého týmu.

### Reprezentační góly
Skóre a výsledky Komor jsou vždy zapsány jako první. Góly Rafikiho Saïda jsou zvýrazněny.
| Gól | Datum              | Místo                           | Soupeř                  | Skóre | Výsledek | Soutěž                                           |
| --- | ------------------ | ------------------------------- | ----------------------- | ----- | -------- | ------------------------------------------------ |
| 1.  | 17. listopadu 2023 | Stade de Moroni, Moroni, Komory | Středoafrická republika | 3:1   | 4:2      | Kvalifikace na Mistrovství světa ve fotbale 2026 |